# Callithea
Callithea är ett släkte av fjärilar. Callithea ingår i familjen praktfjärilar.

## Bildgalleri

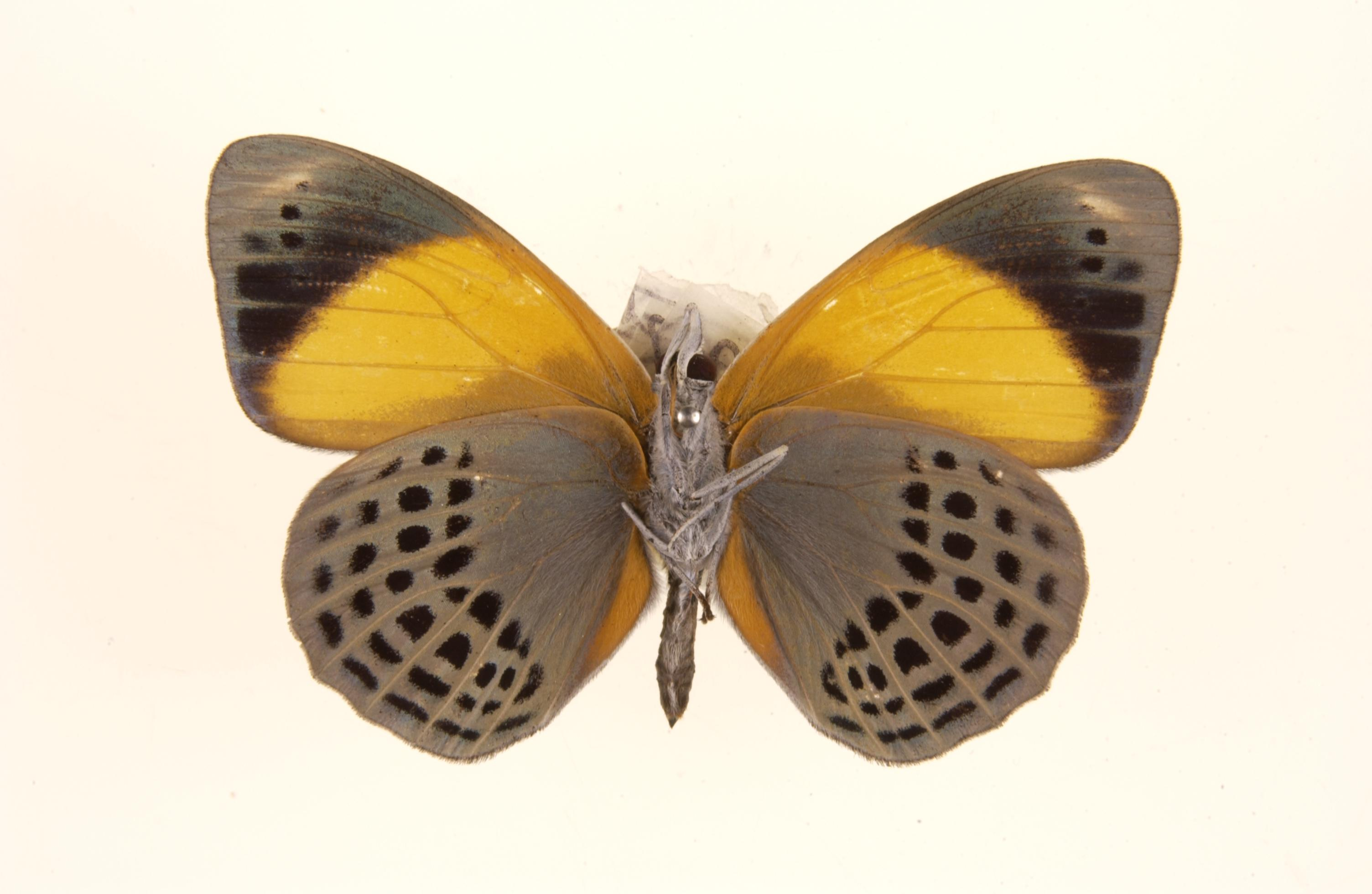

## Dottertaxa tillCallithea, i alfabetisk ordning[1]
- Callithea adamsi
- Callithea aimeeana
- Callithea bartletti
- Callithea batesii
- Callithea boya
- Callithea buckleyi
- Callithea callithea
- Callithea croceus
- Callithea davisi
- Callithea degandii
- Callithea depuiseti
- Callithea dilata
- Callithea durcki
- Callithea eminens
- Callithea eudia
- Callithea fassli
- Callithea freyja
- Callithea frigga
- Callithea hewitsoni
- Callithea leprieurii
- Callithea lugens
- Callithea markii
- Callithea munduruca
- Callithea optima
- Callithea philotima
- Callithea praedives
- Callithea refulgens
- Callithea salvini
- Callithea sapphira
- Callithea srnkai
- Callithea staudingeri
- Callithea tirapatensis
- Callithea wallacei
- Callithea whitelyi